# Summertime Blues
«Summertime Blues» es una canción escrita por Eddie Cochran y Jerry Capehart sobre las experiencias y tribulaciones de vida de un adolescente en los Estados Unidos. Al principio era sólo el lado B de un sencillo, pero llegó a un pico en el puesto n.º 8 en Billboard el 29 de septiembre de 1958. Las palmas fueron realizados por Sharon Sheeley, y la voz de bajo profundo al final de cada verso es la del propio Eddie Cochran. La canción se utilizó en 1980 en la película Caddyshack.
En marzo de 2005, la revista Q la colocó en el puesto n.º 77 de su lista de los 100 Mayores Canciones de Guitarra de la historia.

## Versiones

### Versión de The Beach Boys
The Beach Boys hicieron una versión de la misma canción que aparece en el álbum Surfin' Safari de 1962.

### Versión de Blue Cheer
Blue Cheer la grabó en el álbum Vincebus Eruptum de 1968. Su versión, que omite toda las réplicas líricas de la versión original de Cochran, en favor de respuestas instrumentales por cada miembro de la banda, fue destacada como uno de los primeros registros de heavy metal y se incluyó una grabación de 2005 en el documental Metal: A Headbanger's Journey.
Durante los años 1980 la MTV presentó un vídeo en blanco y negro de la canción, tomada del programa de TV Beat-Club, en sus Vh1 Closet Classics. La canción también se destaca en la película "Arrastra" de 1986, y en la película Night on Earth de 1991 así como en la película Yo disparé a Andy Warhol de 1996.

### Versión de The Who
La versión de The Who aparece en su álbum Live at Leeds de 1970. Resulta más agresiva y de mayor volumen sonoro también que en la forma original.
En esta versión, tiene a John Entwistle cantando las partes vocales del jefe, el padre, y el diputado, añadiendo su gruñido de barítono de marca registrada, además de la ejecución del bajo de guitarra.
Otra versión en vivo The Who se destaca en el concierto y la película Woodstock.
"Summertime Blues" fue tocada en una serie sus de conciertos entre 1967 y 1976, con apariciones intermitentes luego de entonces.
Otras versiones por The Who: versiones que pueden ser encontradas en el Monterey Pop Festival, y en los álbumes Live at the Isle of Wight Festival 1970, Odds & Sods, 30 Years of Maximum R&B, y la publicación en CD Live at the Royal Albert Hall.

### Versión de Olivia Newton-John
Hizo una versión de esta canción en el álbum Clearly Love de 1975.

### Versión de Stray Cats
Hecha para la banda sonora de la película La Bamba.

### Versión de Cheech Marin
Hecha para la banda sonora de la película Born in East L.A. de 1987.

### Versión de Nathan Cavaleri
Hecha para la banda sonora de la película Camp Nowhere de 1994.

### Versión de Alan Jackson
Grabada en 1994 para el álbum Who I Am alcanzando buenos puestos en Billboard Hot Country Singles & Tracks alcanzando al final el puesto n.º 4 y en Bubbling Under Hot 100 (equivalente a n.º 104 en Billboard Hot 100).

### Versión de Gary Allan
La realizó en 1999 TV, y apareció en un episodio de Shake, Rattle and Roll: An American Love Story.

### Versión de The Black Keys
- B-side on the 10 A.M. Automatic sencillo
- pista extra en la versión japonesa de su álbum 2004 Rubber Factory

### Versión de Rush
- La canción fue tema oficial del PPV de la WWE SummerSlam 2004

### Otras versiones
La canción también fue cantada por;
Blue Cheer,
Bobby Fuller,
Bon Jovi,
Bow Wow Wow,
Brian Setzer,
Bruce Springsteen,
Bruno Lomas,
Buck Owens,
CAPRiS,
Cheech Marin,
Chris Spedding,
The Clash,
De La Soul,
Deborah Harry,
Dionysos,
Divididos,
Dry Rot (band),
Eddie Meduza
The Flaming Lips - Hear It Is,
The Flying Lizards,
Frank Sidebottom,
Gary Allan,
The Guess Who,
Guitar Wolf,
Hanson,
Heartsdales,
James Taylor,
Joan Jett,
Jussi & The Boys,
La Muerte,
Levon Helm,
Little River Band,
Lolita No.18,
Más Birras,
Mick Farren,
moe.,
Motörhead - All the Aces: The Best of Motörhead
Nathan Cavaleri,
Onda Vaselina,
Papa Doo Run Run,
Pfuri, Gorps und Kniri,
Ritchie Valens,
Ritchie Venus and the Blue Beatles,
Rockapella - Smilin' (August 2002),
Robert Gordon y Link Wray,
Rolling Stones,
Rush,
Sandy Nelson,
Stray Cats,
The Surfaris,
The Old Spice Boys,
The Treads,
T. Rex,
Takako Minekawa,
Terry Reid,
The Beach Boys,
The Black Keys,
The Flying Lizards,
The Gants,
The Ordinary Boys,
The Ventures,
Twenty-Nineteen,
Über Kings,
Ulfuls,
Van Halen,
Warren Zevon